# The Doors (album)
Pour les articles homonymes, voir The Doors (homonymie).
Albums de The Doors
Strange Days
(1967)
The Doors est le premier disque du groupe éponyme, sorti en janvier 1967.
Il contient des titres devenus des classiques de la musique rock (Break on Through, Light My Fire, The End...), ainsi que des reprises : Bertolt Brecht et Kurt Weil (Alabama Song) et Willie Dixon (Back Door Man).

## Histoire
En 1965 Ray Manzarek et Robby Krieger  rejoignent le groupe, Krieger ne jouait de la guitare électrique que depuis six mois. Le groupe signe à la Columbia Records pour un contrat de six mois mais ne signe pas pour l'enregistrement. Ils signent plus tard avec Elektra Records avec Jac Holzman.
L'album est enregistré au Sunset Sound Studios à Hollywood en Californie en moins d'un mois avec l'ingénieur audio Bruce Botnick. Un magnétophone à quatre pistes est utilisé pour l'enregistrement, ils utilisent principalement trois pistes, basse et batterie sur une, la guitare et l'orgue sur la seconde et les voix de Morrison sur la troisième piste. La quatrième piste est utilisée pour la superposition. Le musicien de session Larry Knechtel joue la basse sur "Light My Fire" et quelques autres chansons pour donner plus de force au son de la basse du piano Fender Rhodes de Manzarek. Pour "The End", deux prises sont éditées ensemble pour réaliser l'enregistrement final,.
La parution de l'album est accompagnée d'un communiqué de presse : « Sur scène, les Doors semblent évoluer dans leur propre monde. Les chansons des Doors sont comme l'espace, elles sont ancestrales. On dirait une musique de carnaval. Quand elle cesse, il y a une seconde de silence. Quelque chose de neuf a pénétré dans la salle. »
En 1979, le film Apocalypse Now sur la guerre du Viêt Nam reprend The End comme chanson d'ouverture.

## Réception critique
Le magazine Rolling Stone place l'album en 42e position de son classement des 500 plus grands albums de tous les temps. 
Il est également cité dans l'ouvrage de référence de Robert Dimery Les 1001 albums qu'il faut avoir écoutés dans sa vie et dans un très grand nombre d'autres listes similaires.

## Distinctions
En 2002, l'album reçoit le Grammy Hall of Fame Award.
En 2014, il est inscrit au registre national des enregistrements (National Recording Registry) de la bibliothèque du Congrès à Washington pour son importance culturelle.

## Titres
Toutes les chansons sont de Jim Morrison, Robbie Krieger, Ray Manzarek et John Densmore, sauf mention contraire.
1. Break on Through (To the Other Side) – 2:29
2. Soul Kitchen (en) – 3:35
3. The Crystal Ship – 2:35
4. Twentieth Century Fox – 2:34
5. Alabama Song (Whisky Bar) (Bertolt Brecht, Kurt Weil) – 3:20
6. Light My Fire – 7:08
7. Back Door Man (Willie Dixon) – 3:34
8. I Looked at You – 2:22
9. End of the Night (en) – 2:53
10. Take It as It Comes – 2:17
11. The End – 11:42

Titres bonus de l'édition 40th anniversary:
12.MOONLIGHT DRIVE (version 1) 2:43
13.MOONLIGHT DRIVE (version 2) 2:30
14.INDIAN SUMMER (8/19/66 Vocal) 2:36

## Singles tirés de l'album
- Break on Through (To the Other Side) / End of the Night #126 (États-Unis)
- Alabama Song (Whisky Bar) / Take It as It Comes #145 (États-Unis) [16]
- Light My Fire / The Crystal Ship #1 (États-Unis) [17]

### Autre chanson apparaissant dans les charts
- The End

## Personnel
The Doors : 
- Jim Morrison – chant
- Ray Manzarek – orgue, piano, clavier basse; chœurs, marxophone sur "Alabama Song (Whisky Bar)"
- Robby Krieger – guitare, basse sur "Back Door Man", chœurs sur "Alabama Song (Whisky Bar)"
- John Densmore - batterie, chœurs sur "Alabama Song (Whisky Bar)"

Musiciens additionnels : 
- Larry Knechtel – basse sur "Soul Kitchen", "Twentieth Century Fox", "Light My Fire", "I Looked at You", "Take It As It Comes" et "The End"
- Paul A. Rothchild - chœurs sur "Alabama Song (Whisky Bar)"

## Certifications
| Pays                  | Certification |
| --------------------- | ------------- |
| Allemagne (BVMI)      | Platine       |
| Autriche (IFPI)       | Or            |
| Canada (Music Canada) | 4 × Platine   |
| États-Unis (RIAA)     | 4 × Platine   |
| Italie (FIMI)         | Platine       |
| Royaume-Uni (BPI)     | 2 × Platine   |
| Suède (GLF)           | Or            |

## Liens Externes
- AllMusic
- Discogs
- MusicBrainz (groupes de sorties)